# 中華民國憲法增修條文
《中華民國憲法增修條文》，通稱憲法增修條文、憲增條文，是中華民國政府為因應遷臺之後國內社會訴求政治民主化的呼聲與臺灣本土化風潮等政治情勢而新增的《中華民國憲法》條文。增修條文與憲法本文為分立的兩部法律，在不修改原有憲法本文的原則下，凍結部分憲法本文，並另外透過增修條文的方式予以修正或補充，使憲法能在政府實際統治之領土（臺澎金馬）順利施行。自1991年（民國80年）5月1日首次公告施行以來經過七次修訂，現今施行的是2005年（民國94年）6月10日公告的第七次增修版本、及部分2000年（民國89年）4月25日公告之條文。
中華民國憲法增修條文的制定，在中華民國歷史及臺灣歷史上均有著重大意義。條文將臺灣、澎湖、金門、馬祖等實際管轄領土稱為「自由地區」（未直接指涉），僅有自由地區之國民擁有完整的公民權利和政治權利（但部分僑民亦有選舉權）。此外，條文中也對總統直接民選、國會選舉、中央政府組織、省制等國家體制做出大幅度的修改或凍結。該法律使中華民國的憲政體制得以在實際管轄領土內順利運行。
憲法增修條文的七次修訂皆由國民大會在臺北陽明山中山樓修正通過；依照2005年（民國94年）所完成之第七次增修，往後之憲法修正及領土變更程序改為由立法院提出並經過半數自由地區的選舉人投票同意生效。

## 制定背景
1980年代，臺灣民主化的呼聲逐漸獲得臺灣人認同，而訴求民主化改革的社會運動更是在1987年解嚴後蓬勃發展。1990年3月爆發野百合學運，提出「廢除臨時條款」和「召開國是會議」等訴求。1990年5月22日，李登輝在總統就職記者會上表示，計畫在一年內終止動員戡亂時期並廢止《動員戡亂時期臨時條款》，回歸正常憲政體制。但因臺灣海峽兩岸分治現狀仍未改變，為保留法統，故將部分憲法條文凍結，再以增修條文的方法修憲。
依照當時制度，有修改憲法權力的第一屆國民大會中，多數代表在1947年選出後已經43年沒有進行改選，被譏為「萬年國會」，民意基礎相當薄弱。故經過執政黨中國國民黨的憲政改革策劃小組與在野黨民主進步黨在國是會議中協商後，規畫採用「一機關兩階段」修憲原則，先由現有第一屆國民大會代表處理必要條款與制定國會全面改選法源。其他憲政改革議題由改選後的第二屆國民大會處理，以維持憲法的民意基礎。
1991年4月召開第一屆國民大會第二次臨時會，依照憲法第174條第一項第一款之修憲程序通過《中華民國憲法增修條文》與廢除《動員戡亂時期臨時條款》。國民大會並諮請李登輝總統在1991年（民國80年）4月30日依據《動員戡亂時期臨時條款》第十項之規定，公告自5月1日起終止動員戡亂時期；同年5月1日，李登輝公告廢止《動員戡亂時期臨時條款》同時公佈國民大會制定的《中華民國憲法增修條文》。
中華民國憲法增修條文制定後，隨即舉行了國民大會全面改選接手修憲，增修條文在李登輝時代共增修六次，陳水扁時代增修憲法一次。現行有效的條文為2005年6月10日由陳水扁總統公佈之第七次增修條文及部分2000年4月25日由李登輝總統公佈之第六次增修條文。

## 中央政府及中央民意機關

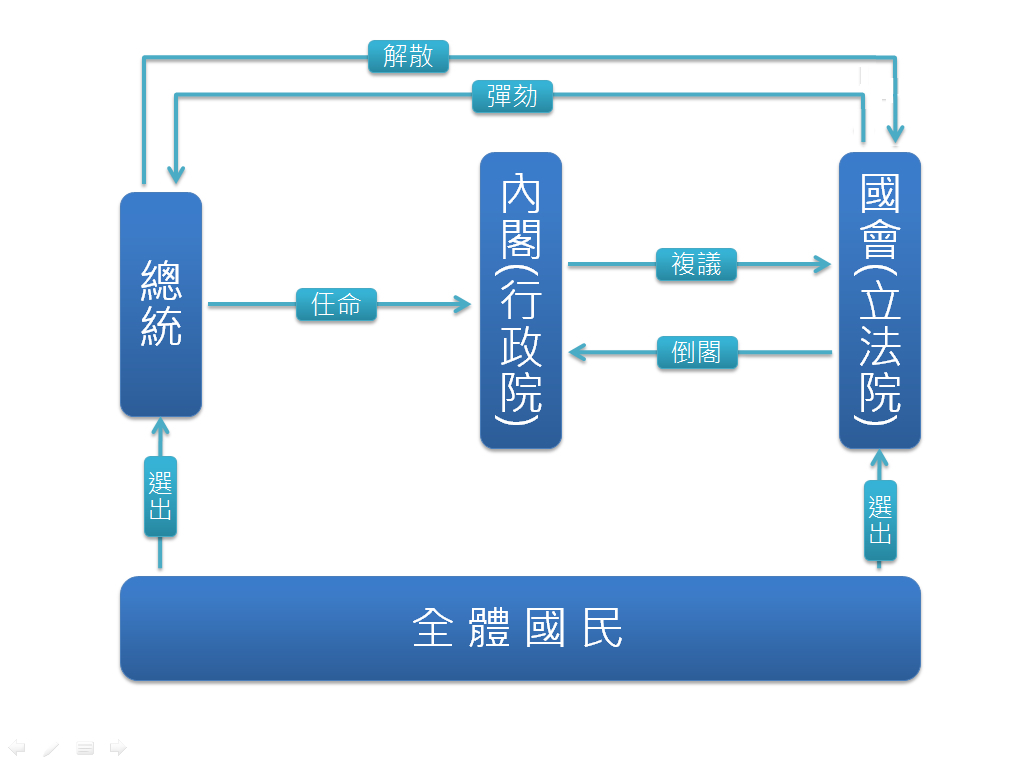
第四次增修后，政府体制为半总统制，总统有解散立法院之权力

中央政府的權力分立運作機制為改動最多的部份，憲法增修條文將政體由原憲法的議會制改為半總統制，加強直接民權行使，包含將總統由國民大會間接選舉改為直接選舉，並將行政院長的產生由需要經立法院同意改為由總統單獨直接任免。並簡化國會制度及地方制度，以利在領土及人口相對小的自由地區實行。
| 政府組織 | 現行《增修條文》規定                                                                                      | 原《憲法》規定 |
| -------- | --- | --- |
| 政體     | 半總統制                                                                                                  | 內閣制 |
| 國家元首 | 總統 － 自由地區公民直接選舉產生，任期四年，連選得連任一次                                                | 總統 － 國民大會代表間接選舉產生，任期六年，連選得連任一次                                                                                                  |
| 政府首長 | 行政院院長 － 總統直接任命，立法院可對其提出不信任案                                                      | 行政院院長 － 總統提名經立法院同意 |
| 國會     | 立法院（一院制） - 立法委員由自由地區公民直接選舉，任期四年                                               | 國民大會、立法院、監察院（三院制） - 國民大會代表由全國人民直接選舉，任期六年 - 立法委員由全國人民直接選舉，任期三年 - 監察委員由省級議會間接選舉，任期六年 |
| 司法     | 司法院大法官 － 總統提名經立法院同意，任期八年 - 司法院院長、副院長由大法官兼任，任期不受保障             | 司法院大法官 － 總統提名經監察院同意，任期九年 - 司法院院長、副院長非大法官，僅管轄及監督院務                                                               |
| 其他機關 | 考試院 － 首長與委員由總統提名經立法院同意，任期四年 監察院 － 首長與委員由總統提名經立法院同意，任期六年 | 考試院 － 首長與委員由總統提名經監察院同意，任期六年 （監察院為國會機關）                                                                                   |
| 地方制度 | 省制虛級化，直轄市、縣、市為實務上的第一級地方區劃                                                        | 省縣二級地方制度 |

- 任期灰字者為憲法條文未規定，但由各院組織法規定之任期。

## 歷次增修沿革
| 憲法修正 | 沿革           | 沿革                       | 備註                                                            |
| -------- | -------------- | -------------------------- | --------------------------------------------------------------- |
| 第一次   | 1991年4月22日  | 第一屆國民大會三讀通過     | 含1947年、1969年及1986年選出之代表共583人，出席470人，贊成457人 |
| 第一次   | 1991年5月1日   | 第八任總統李登輝公告施行   | 增修條文建立                                                    |
| 第二次   | 1992年5月27日  | 第二屆國民大會三讀通過     | 含1986年及1991年選出之代表共403人，出席285人，贊成277人         |
| 第二次   | 1992年5月28日  | 第八任總統李登輝公告施行   |                                                                 |
| 第三次   | 1994年7月28日  | 第二屆國民大會三讀通過     | 含1991年選出之代表共321人，出席220人，贊成215人                 |
| 第三次   | 1994年8月1日   | 第八任總統李登輝公告施行   |                                                                 |
| 第四次   | 1997年7月18日  | 第三屆國民大會三讀通過     | 含1996年選出之代表共333人，出席269人，贊成261人                 |
| 第四次   | 1997年7月21日  | 第九任總統李登輝公告施行   |                                                                 |
| 第五次   | 1999年9月3日   | 第三屆國民大會三讀通過     | 含1996年選出之代表共315人，出席214人，贊成211人                 |
| 第五次   | 1999年9月15日  | 第九任總統李登輝公告施行   |                                                                 |
| 第五次   | 2000年3月24日  | 司法院大法官判決違憲失效   | 釋字第499號解釋                                                 |
| 第六次   | 2000年4月24日  | 第三屆國民大會三讀通過     | 含1996年選出之代表共314人，出席287人，贊成285人                 |
| 第六次   | 2000年4月25日  | 第九任總統李登輝公告施行   |                                                                 |
| 第七次   | 2004年8月23日  | 第五屆立法院三讀通過提出   | 含2001年選出之委員共225人，出席198人，贊成198人                 |
| 第七次   | 2005年6月7日   | 國民大會複決通過           | 含2005年選出之代表共300人，出席298人，贊成249人                 |
| 第七次   | 2005年6月10日  | 第十一任總統陳水扁公告施行 | 現行條文                                                        |
| －       | 2022年3月25日  | 第十屆立法院三讀通過提出   | 含2020年選出之委員共113人，出席109人，贊成109人                 |
| －       | 2022年11月26日 | 全國性公民投票複決未通過   | 含自由地區選舉人共19,239,392人，同意5,647,102人                 |

- 第一次至第六次增修之法源依據，為1947年《憲法》第二十七條第一項第三款及第一百七十四條第一款，程序為「國民大會代表總額五分之一之提議，三分之二之出席，及出席代表四分之三之決議」；但該條款已於2000年第六次增修後停止適用。
- 第七次增修之法源依據，為1947年《憲法》第二十七條第一項第四款及第一百七十四條第二款，程序為「立法院立法委員四分之一之提議，四分之三之出席，及出席委員四分之三之決議，擬定憲法修正案，提請國民大會複決。此項憲法修正案，應於國民大會開會前半年公告之」；而國民大會則依照《憲法增修條文》第一條於立法院提出憲法修正案後三個月內採比例代表制選出，並依照2005年《國民大會職權行使法》第十條第一項「國民大會代表總額四分之三以上之同意者，該憲法修正案即為通過」之程序進行複決；但該條款已於2005年第七次增修後停止適用。
- 現行憲法修正之法源依據，為2005年第七次《憲法增修條文》第十二條，程序為「立法院立法委員四分之一之提議，四分之三之出席，及出席委員四分之三之決議，提出憲法修正案，並於公告半年後，經中華民國自由地區選舉人投票複決，有效同意票過選舉人總額之半數，即通過之」；2022年修憲案即依照此程序提出。

### 第一次增修
第一屆國民大會第二次臨時會在不修改憲法本文、不變更五權憲法架構的原則下，在民國80年（1991年）4月議決通過「中華民國憲法增修條文」第一條至第十條，同年5月1日由總統公布，是為第一次憲法增修條文，主要內容為：
1. 明定第二屆中央民意代表產生的法源、名額、選舉方式、選出時間及任期。
2. 總統發布緊急命令後，提交立法院追認期限從一個月縮短為10天。
3. 對於原本依據《動員戡亂時期臨時條款》制訂之相關法令增列落日條款，若未完成修法，將於1992年7月31日後失其效力。
4. 對於原本依據《動員戡亂時期臨時條款》而設立之（國家安全會議、國家安全局及行政院人事行政局）予以過渡性法源，但要求其組織應以「法律」定之。
5. 明定兩岸人民權利義務關係，得以法律為特別之規定。[8]

### 第二次增修
第二屆國民大會代表在民國80年（1991年）12月21日經由選舉產生。民國81年（1992年）5月，第二屆國民大會第一次臨時會議決通過《中華民國憲法增修條文》增訂第十一條至第十八條條文（廢止第三；四條及第五條第三項關於監察委員的條文），同年5月28日由總統公布，是為第二次憲法增修條文，主要內容為：
1. 國民大會集會時，得聽取總統國情報告。國民大會代表自第三屆國民大會代表起，每四年改選一次。
2. 將總統、副總統的選舉方式，改由「中華民國自由地區」全體人民選舉產生，任期改為四年。
3. 賦予地方自治明確的法源基礎，並且開放省市長民選。
4. 監察院從政權（民意）機關改為治權機關；監察委員產生方式，由原來的由省市議會選舉，改為由總統提名；同時將總統對考試院、司法院、監察院有關人員的提名，改由國民大會行使同意權。
5. 充實基本國策，加強對文化、科技、環保與經濟發展，以及婦女、原住民、殘障同胞（身心障礙人士）、離島居民的保障與照顧。
6. 明定司法院大法官組成憲法法庭，審理政黨違憲的解散事項。

### 第三次增修
民國83年（1994年）7月間，第二屆國民大會第四次臨時會將第一次及第二次憲法增修條文全盤調整，修正為第一條至第十條，並經議決通過，同年8月1日由總統公布，是為第三次憲法增修條文，主要內容為：
1. 國民大會自第三屆起設議長、副議長各一人。
2. 確定總統、總統由人民直接選舉產生，總統及副總統候選人須聯名登記，以兩人一組為單位參選，並且採相對多數制，「得票最多之一組」即為當選；罷免案由國民大會提出，經人民投票同意通過。
3. 總統發布依憲法經國民大會或立法院同意任命人員之任免命令，無須行政院院長之副署。
4. 「山胞」正名為「原住民」。

### 第四次增修
本次憲法增修，是基於國民黨及民進黨在國家發展會議中的共識而進行的。1996年12月，時任總統李登輝舉行國家發展會議；會議中，為了要把行政院院長一職改由總統任命、不用經立法院同意，時任總統李登輝以「臺灣省政府功能業務與組織調整」及「凍結臺灣省省長及臺灣省議會選舉」來交換。
但是此舉對时任臺灣省省長宋楚瑜產生巨大的政治打擊，激化國民黨李宋二人的黨內鬥爭。而且國民黨亦有人指此舉為時任總統李登輝發表特殊兩國論的開端，為國民黨在2000年總統選舉中分裂種下遠因。
行政院與立法院的關係，原本是近似內閣制中行政權及立法權的關係；但修憲後，行政院院長在總統任命後無須經立法院同意，但立法院行使倒閣權後總統可以解散立法院。總統幾乎掌握所有的行政權，導致總統有權無責，行政院院長有責無權。國民黨及民進黨稱這樣制度為「改良式的雙首長制」。但條文的漏洞和缺陷在民進黨上台後逐漸顯露，在陳水扁時代，民進黨雖然是執政，亦曾是立法院最大黨，但八年以來只有姚嘉文同意權一役中成功過關以外，絕大多數時間沒有掌握國會過半，在野黨經常杯葛但又不敢倒閣(因為國會可能被總統解散)，內閣也受在野黨多數的國會嚴重制約導致舉步為艱，形成近八年少數政府的政治困局。
另一方面，取消教科文預算下限一案亦引來民間輿論罵聲連連，雖然在新黨及國民黨與民進黨部份國代力爭之下提出復議案，但最後被否決維持取消。
1997年（民國86年）6、7月間，第三屆國民大會第二次會議將第三次憲法增修條文全盤調整，修正為第一條至第十一條，於7月18日議決通過，同年7月21日由總統公布，是為第四次憲法增修條文，主要內容為：
1. 行政院院長由總統任命之，不用經立法院同意。
2. 總統於立法院通過對行政院院長之不信任案後十日內，經諮詢立法院院長後，得宣告解散立法院。
3. 對於總統、副總統彈劾權由監察院改為由立法院行使之，並僅限於犯內亂、外患罪。
4. 將覆議門檻由三分之二降至二分之一。
5. 立法院立法委員自第四屆起增至二百二十五人。
6. 司法院設大法官十五人，並以其中一人為院長、一人為副院長，自中華民國九十二年起實施；司法院大法官任期八年，不分屆次，個別計算，並不得連任。
7. 增列司法預算獨立條款。
8. 凍結省級自治選舉，省設省政府、省諮議會，省主席、省府委員、省諮議會議員均由行政院院長提請總統任命之。
9. 增列扶植中小型經濟事業條款。
10. 取消教科文預算下限。
11. 將「原住民」修正為「原住民族」。

### 第五次增修（部分違憲失效）
本次修憲是歷次修憲中最引起社會爭議的一次。此次修憲包括國民大會代表自行延任，甚具爭議。由於國民大會的未來動向是傾向廢止，以立法委員選舉政黨比例產生。在國民大會議長蘇南成的帶頭下，國民大會通過這一修憲案。
1999年（民國88年）9月3日，第三屆國民大會第四次會議通過修正中華民國憲法增修條文第一條、第四條、第九條及第十條條文，同年9月15日由總統公布，是為憲法第五次增修，主要內容為：
1. 國民大會代表第四屆為300人，自第五屆起為150人，依規定以比例代表方式選出之。並以立法委員選舉，各政黨所推薦及獨立參選之候選人得票數之比例分配當選名額。
2. 國民大會代表於任期中遇立法委員改選時同時改選，連選得連任。第三屆國民大會代表任期至第四屆立法委員任期屆滿之日止，不適用憲法第28條第1項之規定。（失效）
3. 第四屆立法委員任期至2002年6月30日止。第五屆立法委員任期自2002年7月1日起為四年，連選得連任，其選舉應於每屆任滿前或解散後60日內完成之。（失效）
4. 增訂國家應重視社會福利工作，對於社會救助和國民就業等救濟性支出應優先編列。
5. 增列保障退役軍人條款。
6. 針對保障離島居民條款，增列澎湖地區。

注：本次修憲之第一、四、九、十條經大法官會議第499號解釋文指出，因違背修憲正當程序，於解釋文公佈當日（2000年3月24日）起即時失效，回退到第四次修憲内容。

#### 爭議
立法者於一般非修憲性法案時，是否以記名投票進行決議，屬於議會自治範圍，司法機關應予以尊重。然對於修改憲法，此種最直接體現國民主權的行為，應當秉持公開透明原則，讓人民能予以觀察理性討論，始具有修憲正當性。國大以無記名投票方式，試圖通過修憲案，乃違反公開透明原則，其修憲瑕疵已明顯重大到無需調查就可以確認，有違修憲程序。又國民大會所欲增修之條文，雖與憲法本文屬同一位階，然而大法官指出憲法中有些基礎價值係整部憲法之所以存在的根基，若容許修憲者予以修改，將造成整部憲法的崩解，不再是原本的中華民國憲法。此處大法官所欲表達者，乃是憲法之中有某些基本價值是原先就設定好的，就算修憲機關有權修憲，但也不能修改此些基本價值，這些價值比其他憲法條文更高上一階。而這些憲法最高位階價值，被大法官總稱為「自由民主憲政秩序」，包括：民主共和國原則、國民主權原則、憲法第二章保障人民之權以及權力分立即制衡等。

### 第六次增修
2000年4月間，第三屆國民大會第五次會議將第五次憲法增修條文以全文修正模式予以修正，修正後全文共計十一條，於4月24日議決通過，同年4月25日由總統公布，是為第六次憲法增修條文，主要內容為：
1. 國民大會代表300人，於立法院提出憲法修正案、領土變更案，經公告半年，或出總統、副總統彈劾案時，應於3個月內採比例代表制選出之。比例代表制之選舉方式以法律定之。
2. 國民大會之職權為複決立法院所提之憲法修正案、領土變更案；議決立法院提出之總統、副總統彈劾案。
3. 國民大會代表於選舉結果確認後10日內自行集會，國民大會集會以一個月為限。國民大會代表任期與集會期間相同。第三屆國民大會代表任期至2000年5月19日止。（取消第四屆國民大會代表選舉）
4. 副總統缺位時，改由立法院補選。
5. 總統、副總統之罷免案，改由立法院提出，經人民投票同意通過。
6. 立法院提出之總統、副總統彈劾案，刪除不限於犯內亂、外患罪。
7. 立法院於每年集會時，得聽取總統國情報告。
8. 增列中華民國領土，依其固有之疆域，非經全體立法委員依法決議，並提經國民大會依法複決同意，不得變更之。
9. 司法院大法官除法官轉任者外，不適用憲法第八十一條及有關法官終身職待遇之規定。
10. 總統對司法院、考試院、監察院等三院有關人事的提名，由國民大會改為立法院行使同意權。

### 第七次增修
2003年9月，时任中華民國總統陳水扁提出2006年时“民進黨將與台灣二千三百萬人民共同催生台灣新憲法”，但未能完成，仅达成第七次增修。
2004年（民國93年）8月24日，第五屆立法院提出憲法修正案。經公告半年後，於2005年（民國94年）5月14日選出任務型國大代表三百名，並於同年6月7日複決通過修正中華民國憲法增修條文第一條、第二條、第四條、第五條及第八條條文，並增訂第十二條條文 ，同年6月10日由總統公佈施行，主要內容為：
1. 總統、副總統彈劾案須經全體立法委員二分之一以上之提議，全體立法委員三分之二以上之決議，由司法院大法官召開憲法法庭審理。
2. 改由公民複決憲法修正案、領土變更案。此舉移除國民大會全部職務形同廢除。
3. 領土變更、修憲程序：立法委員四分之一提議，四分之三出席，出席委員四分之三決議，公告半年後，經中華民國自由地區選舉人投票複決，有效同意票過選舉人總額之半數即為通過。
4. 立法委員自第七屆起，席次由225席減為113席，任期由3年改為4年，選制改為並立制單一選區兩票制。
5. 自由地區直轄市、縣市73人（每縣市至少1人）。自由地區平地原住民及山地原住民各3人。不分區及僑選部分（34人）由獲得百分之5以上政黨選舉票之政黨依得票比率選出之，各政黨當選名單中，婦女不得低於二分之一。

## 未通過之修憲提案

### 降低公民資格年齡至18歲
2022年3月25日，第十屆立法院提出憲法修正案，將於公告期半年後的三個月內進行全國性公民投票複決，主要內容為：
1. 選舉、罷免、創制、複決、參加公投由需年滿20歲，調整為18歲。
2. 被選舉權由需年滿23歲，調整為18歲[10]。

2022年4月15日，中央選舉委員會會議決定公民投票複決之投票日期，並定於當年11月26日與2022年中華民國地方公職人員選舉同日舉行投票。
本次複決投票結果有效同意票僅爲5,647,102票，未過選舉人總額半數之門檻而未通過。
2024年6月21日，民進黨立委林宜瑾等29人提出修憲，已一讀交付修憲委員會審查。